# Michie (Tennessee)
Michie es un pueblo situado en el condado de McNairy, Tennessee, Estados Unidos. Tiene una población estimada, a mediados de 2023, de 668 habitantes.

## Geografía
La localidad está ubicada en las coordenadas 35°03′38″N 88°25′33″O / 35.06056, -88.42583 (35.060432, -88.425713). Según la Oficina del Censo, tiene una superficie total de 14.56 km², correspondientes en su totalidad a tierra firme.

## Demografía
Según el censo de 2020, en ese momento había 679 personas residiendo en la localidad. La densidad de población era de 46.63 hab./km². El 97.2% de los habitantes eran blancos, el 0.6% eran afroamericanos, el 0.3% eran de otras razas y el 1.9% eran de una mezcla de razas. Del total de la población el 0.7% eran hispanos o latinos de cualquier raza.